# Tepice
Il Tepice (Teppes in piemontese) è un torrente tributario in destra idrografica del Po, nel quale si getta appena a valle della confluenza in quest'ultimo del Banna. 
Nonostante i due torrenti abbiano bacini idrograficamente indipendenti per la loro vicinanza e per le caratteristiche geografiche simili essi vengono analizzati insieme nei documenti di pianificazione idrica ufficiali.

## Percorso
Il Tepice nasce dalla confluenza di alcuni rami sorgentizi che scendono verso sud-est dalle colline comprese tra Pino Torinese e Baldissero e che si riuniscono formando la Valle Ceppi, una valletta collinare che termina sulla pianura in comune di Chieri. Qui il Tepice, dopo essere stato scavalcato dalla SS 10 Padana Inferiore, entra nella cittadina dove viene canalizzato e dove a tratti il suo alveo scorre nel sottosuolo. A fianco di via Fasano le sue sponde sono state sistemate a parco pubblico ma più a valle, all'altezza di via Cesare Battisti, il torrente sparisce nuovamente nel sottosuolo. Uscito definitivamente allo scoperto a sud del centro urbano il Tepice percorre la pianura passando tra Cambiano e Santena, dove segna il confine tra i rispettivi territori comunali. Dirigendosi verso ovest viene superato dall'autostrada A21 Torino-Piacenza; il suo corso risulta spesso pesantemente alterato sia topograficamente che idrologicamente da arginature e dalla confluenza con vari canali artificiali.
Appena a sud della borgata Bauducchi (Moncalieri) riceve in destra idrografica il contributo del Rio di Valle Sauglio e viene quindi attraversato in meno di 200 metri prima dall'ex SS 393 di Villastellone e poi dalla A6 Torino-Savona. Si getta infine nel Po a quota 221 poche decine di metri a valle della confluenza nello stesso del Banna.
Il perimetro del bacino idrografico del torrente è 39 km.

## Principali affluenti
I principali affluenti del Tepice sono:
- in destra idrografica:
  - Rio Vaiors - nasce dalle colline tra Pino Torinese e Pecetto e confluisce dopo circa 6 km nel Tepice a quota 250 dopo aver ricevuto l'apporto del Rio Castelvecchio;
  - Rio di Valle Sauglio - raccoglie le acque dell'area collinare a sud del Colle della Maddalena e, dopo essere passato tra Revigliasco e Pecetto, lambisce a est il centro comunale di Trofarello e si getta nel Tepice a quota 225, poco prima che questo a sua volta confluisca nel Po.
- In sinistra idrografica:
  - Rio Gionchetto - nasce tra le colline di Baldissero Torinese e dirigendosi verso sud attraversa, in parte con alveo coperto, la città di Chieri; si getta nel Tepice a sud-ovest della stessa a quota 248 m, dopo un percorso di circa 10 km.

## Eventi alluvionali

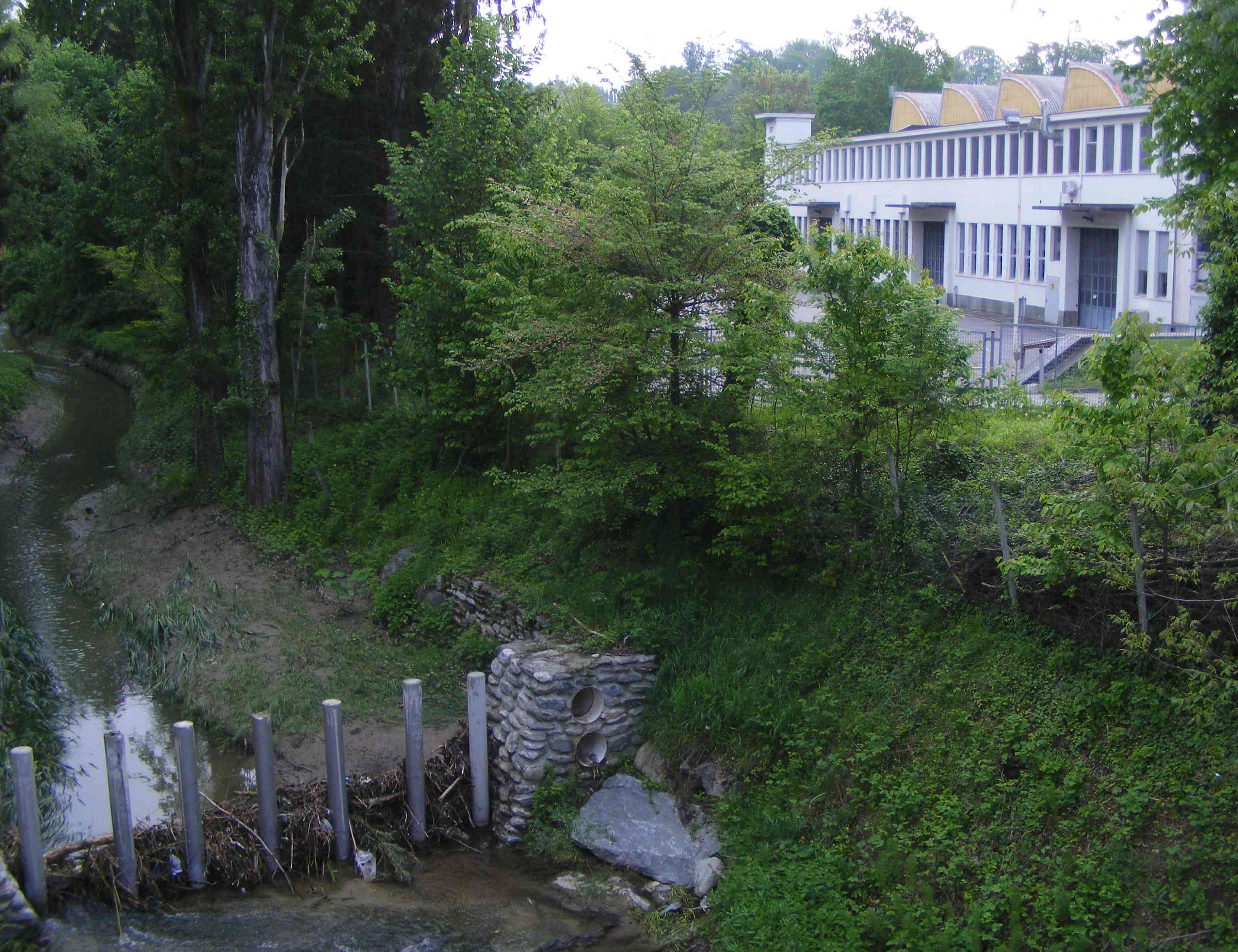
Opera di difesa (ponte ex-SS 10 a monte di Chieri)

Il Tepice attraversa un territorio fortemente antropizzato fin dall'antichità e quindi le notizie relative alle sue sporadiche esondazioni risalgono molto indietro nel tempo. Nel 1517 per esempio il torrente allagò il territorio di Chieri, evento a seguito del quale furono create difese spondali nel tentativo di prevenire ulteriori danni alla cittadina.
L'area potenzialmente di maggior criticità è però quella appena a monte della confluenza nel Po, dove le acque di piena possono unirsi a quelle del Banna e dove eventuali esondazioni mettono a rischio il funzionamento di infrastrutture viarie di grande importanza come autostrade e ferrovie. In questa zona il Tepice esondò nell'aprile del 2009, provocando danni tra Santena e Trofarello.

## Aspetti ambientali

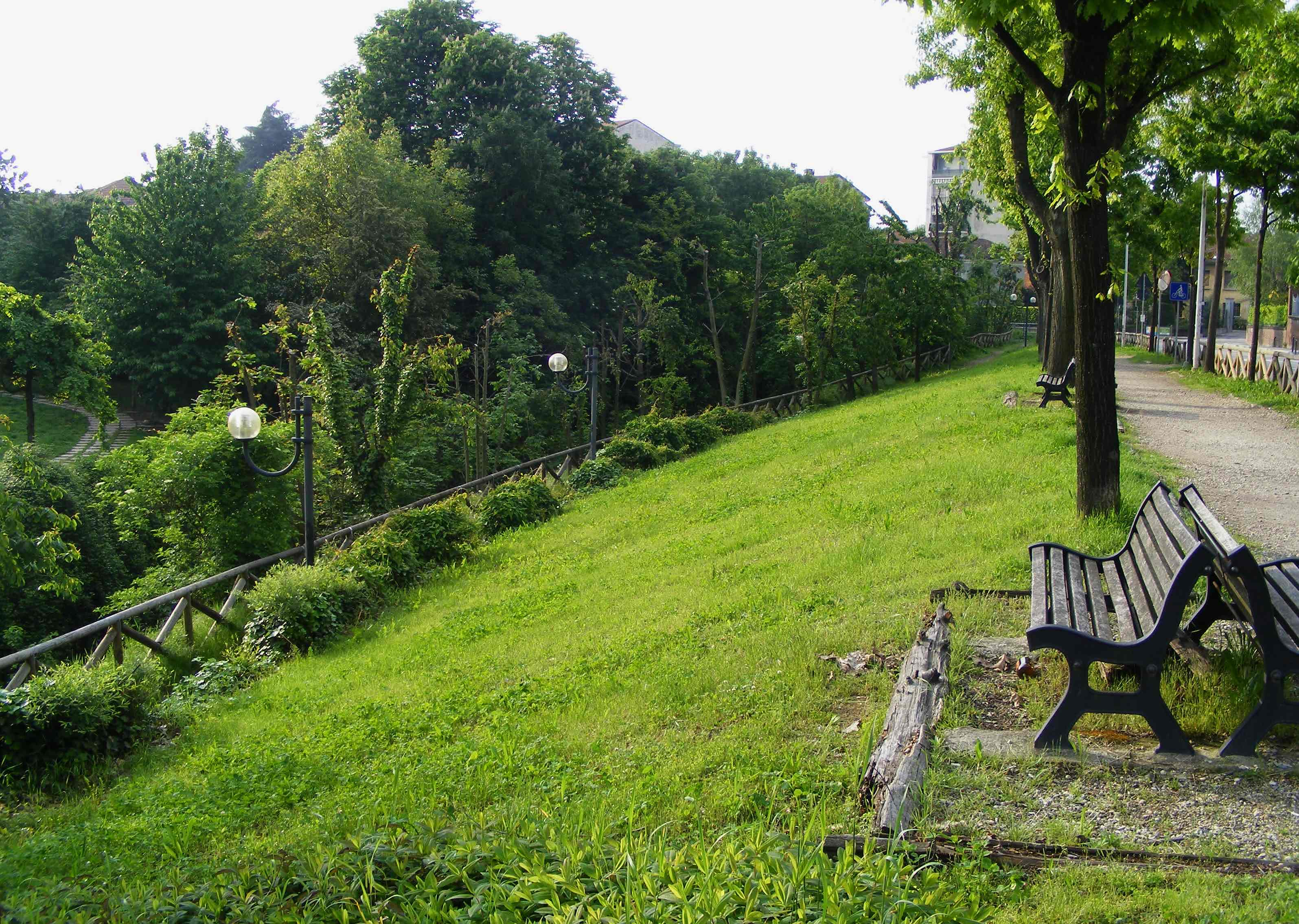
Sistemazione sponde a Chieri

Lo stato ambientale del Tepice, almeno nella sua porzione di pianura, è considerato "pessimo", sia per l'inquinamento dovuto ai numerosi scarichi di origine industriale e civile sia per la presenza di metalli pesanti. L'area delle sorgenti del Tepice è invece un ambiente di pregio, caratterizzato da buone qualità naturalistiche.
A partire dal 1996 alcune associazioni del Chierese hanno messo in atto varie azioni di pressione per richiamare l'attenzione sul degrado del bacino del Tepice. Il loro operato ha portato ad un monitoraggio più puntuale della qualità delle acque e ad alcune proposte di tutela dell'area sorgentizia.